# Marmara ischnotoma
Marmara ischnotoma är en fjärilsart som först beskrevs av Edward Meyrick 1915.  Marmara ischnotoma ingår i släktet Marmara och familjen styltmalar.
Artens utbredningsområde är Guyana. Inga underarter finns listade i Catalogue of Life.